# Sam Earl
Albert Thomas "Sam" Earl (10 tháng 2 năm 1915 – 2000) là một cầu thủ bóng đá người Anh thi đấu ở vị trí tiền đạo tầm xa hoặc tiền vệ chạy cánh ở Football League cho Bury, York City, Stockport County, Rochdale và New Brighton, ở bóng đá non-league cho Dunston CWS, Rhyl Athletic và Northwich Victoria và đầu quân cho Hartlepools United mà không có một lần ra sân ở giải vô địch.